# Jalmar Castrén
Jalmar Castrén (Alatornio, 14 de dezembro de 1873 – Helsinque, 19 de fevereiro de 1946) foi um engenheiro e professor finlandês, que serviu como ministro dos transportes e obras públicas durante o governo de Oskari Mantere.

## Vida
Castrén nasceu em Alatornio, em 14 de dezembro de 1873. Era filho de Fredrik Edvard Castrén e Sofia Elisabeth Borg. Sua família era composta por funcionários públicos e sacerdotes. Estudou em Oulu e se graduou em engenharia pela Universidade de Tecnologia de Helsinque.
Um dos primeiro trabalhos de Castrén como engenheiro foi o mapeamento de linhas ferroviárias de Jyväskylä e Haapamäki. Mais tarde, foi ampliado para Pieksämäki, Savonlinna, Elisenvaara e São Petersburgo. O mapeamento facilitou o tráfego de leste a oeste e teve uma grande importância na Segunda Guerra Mundial.
Na virada do século, trabalhou como professor assistente na Universidade de Tecnologia de Helsinque, tendo assumido o cargo de professor em 1908. Castrén se especializou em construção de pontes e ficou conhecido ao projetar as primeiras estruturas de concreto armado da Finlândia.
Em 1917, filiado ao Partido Jovem, foi apresentado como chefe do Departamento de Instalações de Transporte e Obras Gerais do Senado. No entanto, o governo foi interrompido com o início da guerra civil de 1918. Castrén se escondeu em Helsinque até março, quando conseguiu fugir para Talim.
Com o conflito militar resolvido, Castrén continuou exercendo funções no Senado e foi um dos principais influenciadores da coalizão do início da década de 1920. Em 1925, recusou o convite de Kyösti Kallio para montar um governo de serviço público e começou a se afastar da política, com exceção de um breve mandato como ministro dos transportes e obras públicas.

## Legado
Castrén teve uma grande colaboração no desenvolvimento do sistema ferroviário da Finlândia. Foi condecorado com as ordens da Rosa Branca e da Cruz da Liberdade.